# Digonogastra latecrenulata
Digonogastra latecrenulata är en stekelart som först beskrevs av Günther Enderlein 1920.  Digonogastra latecrenulata ingår i släktet Digonogastra och familjen bracksteklar. Inga underarter finns listade i Catalogue of Life.